# Hauptkampflinie (Band)
Hauptkampflinie (HKL) war eine 1996 gegründete Rechtsrock-Band aus Kassel. Bis 2004 bestand die Gruppe aus dem ehemaligen 08/15-Gitarristen Oliver Podjaski, dem Bassisten Karsten Schröder und dem Schlagzeuger Timo Schubert. 2009 wurde die Band aufgelöst.

## Bandgeschichte
HKL war lange Zeit eine der aktivsten Bands innerhalb der deutschen Rechtsrock-Szene. Neben Aktivitäten der Bandmitglieder in anderen Gruppen und diversen Split-CDs mit befreundeten Bands bzw. Sängern kommen sie auf über 20 Veröffentlichungen seit der Bandgründung, Samplerbeiträge hierbei nicht mitgezählt. Einige der Veröffentlichungen sind jedoch nicht als reguläre Produktionen anzusehen. Ehemalige Labels, die noch Rechte an Liedern besitzen, die zwar während der Produktion eines Albums aufgenommen, aber später nicht verwendet wurden, veröffentlichten diese dann zu einem späteren Zeitpunkt. Hierbei handelt es sich oft um Produktionen, die bei Rock-O-Rama, Funny Sounds und Ohrwurm Records (Rockt das Reich) erschienen sind.
Einen Ansehensverlust innerhalb der Neonazi-Szene erfuhr die Band 2003, während sie bei dem Label Ohrwurm Records unter Vertrag waren. Dessen Inhaber, Marcel Ingignoli, wurde vorgeworfen, sich vor Gericht im Prozess gegen die Band Landser zu Vertriebs- und Produktionswegen einiger CDs geäußert zu haben und so zur Verurteilung der Band beigetragen zu haben. Trotz der kursierenden Boykottaufrufe nahmen HKL dann das Album Bis zur Revolution wieder bei Ohrwurm Records auf und wurden damit zur Zielscheibe szeneinterner Kritik. Dies führte endgültig zum Ausstieg von Timo Schubert und einigen Konzertabsagen seitens der Veranstalter. Später wurden die Beziehungen zu Ohrwurm Records beendet und nachfolgende Produktionen sowohl im Eigenverlag als auch über V7-Versand und PC-Records herausgegeben.
Der Auftritt mit dem größten Medienecho war das Frontline-Records-Konzert vom 16. März 2002 in der Event-Halle Dortmund. Zusammen mit den Bands Boots of Hate (Viersen), Intimidation One (USA), Legion of Thor (Berlin), Max Resist (USA) und Oidoxie (Dortmund) spielten Hauptkampflinie vor über 2000 Konzertbesuchern.
Das Ex-Mitglied Schubert spielt mittlerweile bei der Rock-Band Agitator und betreibt einen Hooligan-Versand.
2009 stieg Podjaski aus der Band aus und versuchte auch die Neonazi-Szene zu verlassen. Ohne seine Genehmigung erschienen 2010 die CD Still ihr Brüder und 2011 Radikal und schnell. Nach einigen Anläufen, unter anderem einer Ausstiegserklärung im Blog Oireszene folgte 2012 ein Artikel in der Tageszeitung, in dem er seinen Ausstieg erneut öffentlich machte und erklärte, sich mittlerweile an die Aussteigerhilfe Exit Deutschland gewandt zu haben. Podjaski betreibt heute ein Tattoo-Studio in Lübeck und gründete 2011 die Punk-Rock-Band Feuerkind, die sich nach der Veröffentlichung eines Demos namens Terror Lübeck City auflöste.

## Rechtsextremismus
Man findet in den Texten der Band direkte Bezüge zum Nationalsozialismus. Ein Beispiel dafür ist ein Lied des Albums Skating into Multikulti. Beschrieben wird hier eine Art Initiationsritus der SS im Obergruppenführersaal der Wewelsburg in Westfalen, dessen Boden mit einem großen Mosaik in Form einer Schwarzen Sonne versehen ist. Mit dem „Ring, der das Symbol des Todes trägt“, ist der SS-Ehrenring gemeint.
Den Titel Geschichte eines Helden widmeten sie dem 1997 wegen Mordes und zweifachen Mordversuchs verurteilten Neonazi Kay Diesner. Als persönliche Vorbilder besangen sie José Antonio Primo de Rivera, Gründer der Falange Española, einer Bewegung, die im Spanischen Bürgerkrieg auf Seiten Francos kämpfte.
Im Laufe ihres Bestehens hat die Band zahlreiche Live-Auftritte absolviert. NPD-Veranstaltungen gehörten ebenso dazu wie vom rechtsextremen Blood-and-Honour-Netzwerk organisierte Konzerte. Verbindungen zu dieser mittlerweile verbotenen Organisation bestehen wohl schon seit der Bandgründung. Indikatoren dafür sind u. a. das Band-Projekt Violent Solution mit Uwe Albrecht als Sänger oder die Kontakte zum Witwe-Bolte-Versand von Thorsten Heise.

## Nebenprojekte
Neben HKL sind oder waren einige Band-Mitglieder noch an anderen Projekten beteiligt, die bis auf eins (mittlerweile aufgelöst) alle dem rechtsextremen Spektrum zuzuordnen sind. Dies sind  Agitator, Violent Solution, Panzerfaust, The Betrayed, Cryptic Might, Motorgang und Eiserne Garde. Diese Bands haben es bisher auf wenigstens sechs Veröffentlichungen gebracht.

## Veröffentlichungen

### Alben
- 1997: Zwischen allen Fronten
- 1997: Tag der Freiheit (EP) (Funny Sounds)
- 1997: Für Deutschland ein Lied
- 1998: Ein deutsches Lied in meinem Herzen
- 1999: Völkermordzentrale (indiziert August 2000)
- 2000: Der unbekannte Soldat (indiziert September 2005)
- 2001: Endsiegterroristen
- 2001: 5 Jahre (EP)
- 2002: Skating into Multikulti
- 2002: Partylieder
- 2002: Unternehmen Deutschland
- 2003: Aufstand der Anständigen
- 2003: Bis zur Revolution (indiziert August 2012, Liste A)
- 2003: Live in Dortmund
- 2003: Tomorrow Belongs to Me
- 2003: Bärenwut (EP)
- 2004: Bis aufs Blut
- 2004: Odins Krieger
- 2005: Rockt das Reich
- 2005: Aus dem Ghetto (indiziert Februar 2007)
- 2006: Der Traum vom Reich (indiziert September 2012, Liste A)
- 2006: 10 Jahre: Eine Dekade des Hasses
- 2007: Unplugged
- 2007: Tattowierte Rebellen
- 2009: Ultranational
- 2010: Still ihr Brüder
- 2011: Radikal und schnell
- 2016: Best of HKL vol. 1
- 2016: Best of HKL vol. 2

### Nebenprojekte
- 1997 Panzerfaust – Randale (Gesang Schröder, Podjaski)
- 2006; Cryptic Might – Circle of Blood
- 2006: Eiserne Garde – Das Vermächtnis der Front
- 2001: Panzerfaust – Herz des Reiches
- 2007: Panzerfaust  – Musik im Zeichen der weissen Faust
- 2007: Motorgang – Hellride XXX

### Splits
- 1998: HKL, Veit und Freikorps – Halte durch, Kamerad (Live)
- 2003: HKL und Fraction – Nie wieder Bruderkriege – Plus de guerre fraticide
- 2007: HKL, Words of Anger und White Voice – Drei für Deutschland (indiziert, September 2017)
- HKL und Sturmtruppen Skinheads (Schweiz) – Ehre
- HKL und Ken McLellan (Brutal Attack) – The Betrayed

### Samplerbeiträge
- Amalek (indiziert am 28. März 2002)
- Berserker – Conquer the World, Vol. 1
- Berserker – Conquer the World, Vol. 2
- Die Deutschen kommen, Vol. 1 (indiziert am 29. Juli 1998)
- Die Deutschen kommen, Vol. 2 (indiziert am 30. Dezember 2000)
- Harte Zeiten – Harte Pflichten, Vol. 6
- Lieder für Volk & Vaterland, Vol. 1
- Nordland – Best of, Vol. 2
- Tribute to Lunikoff, Vol. 1
- Untergrund Sampler, Vol. 1
- Untergrund Sampler, Vol. 2
- Wir sind wieder da!!!